# Kraljevina Slavonija
Kraljevina Slavonija bila je naziv za dio Hrvatske sjeverno od planine Gvozd, koji je obuhvaćao cjelokupnu današnju sjeverozapadnu Hrvatsku i istočnu Hrvatsku. Nakon Velikog turskog rata (1683.-1689.) uvriježilo se taj naziv koristiti za u tom ratu od Osmanskog carstva oslobođena područja između rijeka Save i Drave - tj. područje za kojega se i danas koristi ime Slavonija.  Od 18. stoljeće je ime "Kraljevina Slavonija" (njemački: Königreich Slawonien, latinski: Regnum Sclavoniae) korišten kao skupni naziv naziv za tri istočne hrvatske županije oslobođene u Velikom turskom ratu; međutim su od ideje da Slavonija postane krunska zemlja Habsburške Monarhije odustalo 1745., kada je kraljica Marija Terezija, ukinuvši vojnu upravu Dvorske komore nad većinom tog područja (ostala je na dijelu tog područja i dalje vojna uprava, tj. Slavonska vojna krajina), uključila Slavoniju u pravni sustav Hrvatskog Kraljevstva pod vlašću bana i sabora. 
Pojam Kraljevine Slavonije, osim današnjeg prostora Slavonije, sve do 20. stoljeća uključivao je i cijeli Srijem. Južni dio Kraljevine Slavonije, pod upravom Dvorske komore do 1881., zvao se Slavonska vojna krajina koja je također bila dio Habsburške Monarhije, bez statusa kraljevine ili krunske zemlje.
Protiv franačke vlasti 819. – 822. pobunio se Ljudevit Posavski, 827. zauzeli su je Bugari, a 838. ponovno je pod vlašću Franaka, koji su je uključili u Donju Panoniju. Donjopanonsku kneževinu uništili su 896. Ugri osvojivši krajeve sjeverno od Drave, a njihovo daljnje širenje na Slavoniju (kako se naziva područje panonske kneževine) zaustavio je hrvatski knez Tomislav. Pod vlast ugarskih kraljeva Slavonija je došla 1091., a u njihovo ime njome najprije vladaju banovi, a potom hercezi (vojvode). Godine 1240. počinje se nazivati kraljevstvom i ima svoga bana, sabor, novac i od 1496. grb. Zakonodavno i upravno do sredine 16. stoljeća ostala je odijeljena od Hrvatske, s kojom je od 1496. imala zajedničkoga bana. Tijekom 16. i 17. stoljeća najveći dio Slavonije zaposjeli su Turci, a na slobodnom dijelu uspostavljena je vlast ratne dvorske komore, dok je od područja uz Savu 1702. formirana Vojna krajina. Slavonija je bila podvrgnuta Ugarskoj dvorskoj komori, 1745. obnovljene su županije Virovitička, Požeška i Srijemska, koje su nakratko bile podvrgnute Hrvatskomu saboru, ali od 1751. šalju svoje zastupnike u Ugarski sabor. Kraljevina Slavonija nastala je iz Vojne krajine 1745. kao jedna od zemalja krune sv. Stjepana, a bila je dio Kraljevine Hrvatske. Slavonija je bila jedan od povoda hrvatsko-ugarskom ratu 1848. Poslije 1849. neki su Kraljevina Slavonija i Kraljevina Hrvatska htjeli držati zasebnim kraljevskim zemljama, iako je prema hrvatskom državnom pravu i kraljevom prisegom koju je dao kad je preuzeo hrvatsku krunu jasno prihvatio to kao dio hrvatskih zemalja. Nagodbom s Kraljevinom Mađarskom, Kraljevina Slavonija postala je sastavni dio upravne jedinice Kraljevine Hrvatske i Slavonije, a ta je ujedno bila i jedna od zemalja krune sv. Stjepana. Ukinućem Vojne krajine 1881. u cijelosti je ujedinjena s Hrvatskom.

## Ime
Ime Slavonija potječe od srednjovjekovnoga latinskog imena S(c)lavonia, koje, jednako kao i oblici S(c)lavia i S(c)lavinia, označava »zemlju nastanjenu Slavenima« (Sclavi, Sclavini, Sclavones). Otud se tim imenom nazivala i rana hrvatska država na istočnoj obali Jadrana, osobito u papinskim i drugim zapadnim izvorima, sve do doba križarskih ratova, kroničari kojih su istočnojadransku obalu i njezino brdovito zaleđe redovito nazivali »Slavonijom«. Kada se na početku XII. st. pod vlašću hrvatsko-ugarskih kraljeva našao cijeli prostor između Drave i Jadrana, u tom su se novom okviru stvorili uvjeti za postupno razlikovanje Hrvatske od Slavonije. Specifičnija imena Hrvatska i Dalmacija ostala su ograničena na gorsko dinarsko, odnosno primorsko područje, a pod širim imenom »cijela Slavonija« (tota Sclavonia) bila su obuhvaćena u XIII. stoljeću ne samo njihova područja nego i ona sjeverno odatle, u srednjem Posavlju i u međurječju Drave i Save. Taj nizinski kontinentalni dio »cijele Slavonije« nije imao nikakvo posebno ime pa je svoju izdvojenu institucionalnu organizaciju u kasnijem XIII. stoljeću započeo pod imenom Slavonija, uporabljenim antonomazijski. Danas se ne može pouzdano utvrditi je li se službeni naziv Kraljevina Slavonija (regnum Sclavoniae), pod kojim su tada bile okupljene pretežno nizinske županije između Hrvatske i Ugarske, temeljio na starijem govornom imenu te zemlje ili je, obrnuto, upravo on bio temelj za nastanak takva imena. Iz kasnosrednjovjekovnih izvora poznato je da se područje Kraljevine Slavonije u hrvatskim narječjima zvalo Slovenje i Slovinje, na mađarskom Tótország, a na njemačkom Windischland. Tako dubrovački izvori Slavoniju zovu Slovinje (Slovigne, Slovinia), jer imenom Sclavonia u pravilu označavaju Srbiju. Oba su hrvatska oblika, ekavski i ikavski, kolektivna množina etnonima Slověn (Slaven) i smatra se da su u hrvatskom jeziku »jedini primjer za kolektiv od imena naroda« (Petar Skok). Pritom je ekavski lik bio svojstveniji govoru same pokrajine, kao što pokazuju slavonski pisci iz XVI. st. (usp. izraze »slovenski orsag« kod Ivana Pergošića 1574., »na Slovenjeh« i »slovenski jezik« kod Antuna Vramca 1578). Unatoč tomu, u široj se uporabi do XVIII. stoljeća nametnuo ikavski lik (Slovinje, Slovinac, slovinski). To se može objasniti migracijom ikavskih Hrvata s juga na sjever, u Slavoniju, kao i time uvjetovanim sjevernim proširenjem imena Hrvatska prema sjeveru te pomakom imena Slavonija na istočni dio međurječja Drave i Save. Učeni, iz latinskoga preuzet oblik Slavonija u hrvatskim se tekstovima susreće od XVII. stoljeća.

## Povijest

### Kneževina
Područje na kojem se u razvijenom i kasnom srednjem vijeku oblikovala Kraljevina Slavonija podudara se u velikoj mjeri s područjem kasnoantičke provincije Savske Panonije sa središtem u Sisciji (Sisak). Približno isti prostor bio je u IX. stoljeća obuhvaćen u slavenskoj kneževini Ljudevita Posavskoga i njegovih nasljednika. Prema hrvatskim je povjesničarima već u X. i XI. stoljeću ondje postojala polusamostalna država, povezana sa susjednim Hrvatskim Kraljevstvom osobito crkvenim sponama. Madžarska historiografija, naprotiv, drži da je zemlja između Gvozda (Velika i Mala Kapela ili, po drugima, Petrova gora) i Drave najkasnije oko 1000. dospjela u širi okvir ugarske vlasti te bila podčinjena županijama (Somogy i Zala) i crkvenim poglavarima (panonhalmski opati) sa sjedištima sjeverno od Drave. 

### Banovina
U svakom slučaju, o nepostojanju razvijenije upravne strukture na tom tlu svjedoči i odsutnost benediktinskih samostana te kasni osnutak Zagrebačke biskupije (potkraj XI. stoljeća), u granicama koje je uskoro bilo okupljeno cijelo do tada slabo poznato područje između Hrvatske i Ugarske. U drugoj polovici XII. stoljeća, možda u vezi s kratkotrajnom obnovom bizantske vlasti u Dalmaciji, područje pod upravom hrvatskoga bana, kao jednoga od najviših upravnih dužnosnika u Hrvatsko-Ugarskom Kraljevstvu, bilo je prošireno na sjever do Drave. Tada je sva zemlja između Jadrana i Drave bila obuhvaćena pojmom »cijela Slavonija« (prvi put zabilježenim 1219.), a tako zaokruženomu sklopu banske vlasti pripadao je isprva i donji (istočni) dio međurječja Drave i Save, odnosno Požeška i Vukovska županija. 

### Hercezi
Uz banove, tom su cjelinom za dinastije Arpadovića upravljali i hercezi iz kraljevskoga roda, počevši od Emerika (1194. – 1196.), kasnijega kralja. Herceg Koloman (1226. – 1241.) prvi je područje svoje vlasti nazivao »kraljevstvom« (regnum nostrum videlicet Sclavonia). U razdoblju 1241. – 1260., kada nije bilo hercega kraljevske krvi, herceški naslov nosili su banovi, a u XIV. i XV. stoljeću u nekoliko je navrata bila oživljavana funkcija hercega u sličnom opsegu. Počevši od 1225., zabilježeni su slučajevi istodobne službe dvojice banova, hrvatskoga (ili primorskoga) i slavonskoga. Ta je dioba poprimila redovitiji oblik u drugoj polovici XIII. stoljeća te je potrajala sve do formalnog ujedinjavanja banskih funkcija 1476. Ipak je i za dvojnoga banstva mnogo puta isti velikaš obnašao obje funkcije. Oko polovice XIII. stoljeća započeo se u sjevernom dijelu banske i herceške vlasti stvarati novi politički entitet, kojemu je ime Kraljevina Slavonija ubrzo pripalo kao njegovo vlastito. 

### Stare županije
Jezgru te cjeline tvorile su prostrane županije Zagrebačka i Križevačka (zajedno s područjima ranih županata kao što su Garešnica, Garić, Gora, Gorica, Kalnik, Rovišće, Vaška itd.). Njima su se poslije priključile i Varaždinska (potkraj XIV. stoljeća) te Virovitička županija (u XV. stoljeću), kao i tri županije sa središtima južno od Save – Dubička, Vrbaška i Sanska. Tako se opseg Kraljevine Slavonije naposljetku gotovo posve podudarao s onim Zagrebačke biskupije. U kasnom srednjem vijeku razlikovala se Gornja i Donja Slavonija; u sastavu Donje bili su dijelovi koji leže južno od Save, a napose spomenute tri županije oko donjega toka Une, Vrbasa i Sane (danas pretežno u sjeverozapadnoj Bosni). Istočne međurječne županije, Požeška, Vukovska i Srijemska, nisu se nikada priključile Kraljevini Slavoniji pa ih i Slavonac Stjepan Brodarić u svojoj Povijesti Mohačke bitke (1527.) izričito pribraja Ugarskoj, a ne Slavoniji. Stožernom ustanovom Kraljevine Slavonije treba vjerojatno smatrati njezine pokrajinske sabore. 

### Sabor
Slavonski plemići i ostali slobodnjaci sastali su se 1273. prvi put na »općem saboru kraljevine cijele Slavonije« (congregatio generalis regni totius Sclavonie) kako bi popisali svoje obveze i povlastice u području sudstva, vojne službe i imovinskih odnosa, koje im je potom u Zagrebu potvrdio ban Matej od roda Csák. Time se slavonsko plemstvo organiziralo kao pokrajinski staleški kolektiv, stvarajući okosnicu posebnoga pravnog sustava u banskoj Slavoniji. Već i prije toga tzv. »slavonskoga statuta«, poznato je pozivanje na stanovite »utvrđene običaje Kraljevine Slavonije« (1264.) u pravnom postupanju. U kraljevskim zakonicima iz XV. stoljeća posebni članci određuju poštovanje slavonskih »sloboda, običaja i prava«. Župane u slavonskim županijama nije imenovao kralj, nego ban, a na ugarske kraljevinske sabore te županije nisu slale predstavnike svaka za sebe, nego kao pokrajinska plemićka zajednica (universitas nobilium regni Sclavonie). I pravni položaj slavonskih kmetova razlikovao se donekle od položaja onih u Ugarskoj (npr. trajnije ograničenje prava na selidbu).

### Banovac
Osim toga, slavonski ban Stjepan od roda Gut-Keled počeo je oko 1255. s kraljevim dopuštenjem kovati poseban pokrajinski srebrni novac, banski denar ili banovac (denarius banalis), s likom kune u trku i natpisom moneta regis pro Sclavonia. Tu je monetarnu osobitost 1364. dokinuo kralj Ludovik I. Anžuvinac; istodobno je pod Anžuvincima u Zagrebu djelovala i jedna od kraljevskih novčanih komora, odgovorna za Slavoniju. Simbol kune na slavonskom novcu vjerojatno je u vezi s time što je kraljevski porez što se ubirao u Slavoniji nosio arhaično ime kunovina ili marturina, temeljeći se očito na starijoj naturalnoj daći. Osim u Kraljevini Slavoniji, kunovina je imala istovjetan status još samo u susjednim županijama Požegi i Vukovu. Daljnja porezna osobitost Kraljevine Slavonije, kodificirana 1472. kao »drevni običaj«, bilo je i plaćanje upola manjih poreza od onih nametnutih Ugarskoj. 

### Grb
Svojevrsnu kulminaciju srednjovjekovne državnosti Slavonija je doživjela za kralja Vladislava II. Jagelovića, kada je prvi put u kraljevskom naslovu bila istaknuta i Slavonija (iza Dalmacije i Hrvatske), povlastice slavonskoga plemstva prvi su put bile popisane u dodatku kraljevskoga zakonika (1492.), a kralj je 1496. svečano odobrio Kraljevini Slavoniji, koju je nazvao »štitom ili predziđem« Ugarske, pravo da se na bojnim zastavama i službenim pečatima koristi vlastitim grbom s prikazom kune (»njihov drevni znamen«) između dviju rijeka iznad kojih je »Marsova zvijezda«. Premda su prvaci i plemstvo Slavonije pojedine političke odluke donosili zajedno s onima iz Hrvatske, s kojom ih je povezivao i zajednički ban, kao npr. prigodom prihvaćanja dinastičke nagodbe između Vladislava II. Jagelovića i Maksimilijana I. Habsburškoga 1491., ipak su se oni na početku XVI. st. smatrali podložnima Ugarskomu, a ne Hrvatskomu Kraljevstvu. 

### Građanski rat
Nakon Mohačke bitke 1526. i pogibije kralja Ludovika II. Jagelovića u njoj, Slavonija i Hrvatska razišle su se pri izboru kralja; Hrvatska se priklonila Ferdinandu I. Habsburškomu, a Slavonija se, slijedeći Ugarsku i predvođena u tome banom Krstom Frankapanom i zagrebačkim biskupom Šimunom Erdődyjem, na saboru u Dubravi 6. siječnja 1527. izjasnila za Ivana Zapolju, čiji je rod potekao iz Požeške županije. Daljnji razvoj prilika, osobito napredak osmanskih osvajanja na račun slavonskih i hrvatskih krajeva, doveo je ipak postupno do toga da je i Slavonija odustala od Zapolje i pridružila se hrvatskom izboru. 

### Vojne krajine
Do 1552. (pad Virovitice) Osmanlije su pokorili cijelo donje međurječje Drave i Save, kao i znatne istočne dijelove Križevačke županije, odn. Kraljevine Slavonije. Za sljedećih 130 godina ustalila se granica u Poilovlju te u Podravini između Virovitice i Đurđevca. Na zapadnoj strani »ljute granice« bio je ustrojen obrambeni pojas Slavonske krajine (Confinia Slavonica) s nizom utvrda između Drave i Save. Na nj se južno od Save, od Siska do Modruša, nadovezivala Hrvatska krajina. U obrani Slavonske krajine sudjelovale su ljudstvom i znatnim sredstvima austrijske pokrajine, poglavito Štajerska, pa je 1578. Rudolf II. Habsburgovac odredio da se vrhovno zapovjedništvo nad ujedinjenom Slavonskom i Hrvatskom krajinom preda nadvojvodi Unutrašnje Austrije i njegovu ratnom vijeću sa sjedištem u Grazu. Hrvatski je sabor potvrdio takvu odluku, iako je njome hrvatski ban u vojnim poslovima bio podčinjen nadvojvodi, a znatan dio zemlje izuzet iz banove jurisdikcije.

### Zajednički sabor
Sužavanje slobodnoga teritorija Kraljevine Slavonije i, u još mnogo većoj mjeri, Hrvatske dovelo je do prijelomnog unutrašnjopolitičkoga događaja: zajedničkim održavanjem Slavonskoga i Hrvatskoga sabora u Zagrebu 1. rujna 1558., dva su sabora bila trajno ujedinjena u jedinstveni Sabor Hrvatske i Slavonije. Usporedno s migracijom stanovništva, osobito plemstva, iz Hrvatske u Slavoniju, pomaknule su se na sjever i granice područja obuhvaćenog imenom Hrvatska. U kasnijem XVI. stoljeća Hrvatskom su se smatrali krajevi južno od Kupe, dok poslije Juraj Ratkaj u svojem Spomenu na kraljeve i banove (1652.) Hrvatskom naziva svu zemlju južno od Save, a između Une i Jadrana.

### Turska Slavonija
Na drugoj strani novouspostavljene granice prema Osmanskomu Carstvu, u osvojenom donjem dijelu međurječja Drave i Save, Osmanlije su umjesto starih županija ustrojili tri sandžaka, Cernički, Požeški i Srijemski, koji su bili podređeni pašama bosanskoga, kaniškoga i budimskoga ejaleta. U drugoj polovici XVI. st. pod osmanskom vlašću našla se i Moslavina sve do Čazme, ali su se nakon poraza kod Siska (1593.) Osmanlije povukli na Ilovu. Time je bila uspostavljena tradicionalna zapadna granica »turske Slavonije« (lat. Sclavonia Turcica). To se ime nije odnosilo samo na osvojene dijelove stare Kraljevine Slavonije, nego se protegnulo na cijelo donje međurječje sve do Dunava. Zbog toga je npr. Atanazije Jurjević, prelazeći 1626. Dravu kod Osijeka na putu prema Bosni, mogao zapisati da tu završava Ugarsko Kraljevstvo.

### Oslobođenje od Turaka
U doba Velikoga rata za oslobođenje habsburških zemalja od Osmanlija (1684. – 1699.), okončanoga mirom u Srijemskim Karlovcima, ime Slavonija već se posve ustalilo za cijelo istočno međurječje koje je do tada pripadalo Osmanskomu Carstvu. Ta se novovjekovna Slavonija u XVIII. stoljeću nazivala i Donjom Slavonijom (Sclavonia inferior), kako bi ju se razlikovalo od stare ili Gornje Slavonije (Sclavonia superior) u zapadnom međurječju, gdje se srednjovjekovno ime još i tada održavalo usporedno s imenom Hrvatska. Kraj osmanske vladavine područje današnje Slavonije dočekalo je demografski znatno izmijenjeno: nekadašnje slavenske i madžarske starosjedioce zamijenilo je u velikoj mjeri novo »slovinsko« (hrvatsko) pučanstvo pomiješano sa znatnim »vlaškim« (srpskim i hrvatskim) enklavama. Doseljenici su od reda potjecali iz krajeva južno od Save. Razmjerno trajne jezično-kulturne razlike između današnje Slavonije i srednje Hrvatske ostavština su razdoblja izravne osmanske vlasti, koje je u Slavoniji trajalo oko 165 godina na području Podunavlja i 130 do 140 godina na području zapadne Slavonije. Tako su prva dva stoljeća novoga vijeka, XVI. i XVII., presudno odredila svu noviju povijest hrvatskih sjeveroistočnih krajeva, u kojima su niti poveznice sa starijom prošlošću bile pokidane u znatno većoj mjeri negoli na tlu današnje središnje Hrvatske.

### Dvovlašće
Konačnim oslobođenjem od osmanske vladavine započelo je novo razdoblje u povijesti Slavonije. Početak »novoga vijeka« slavonske povijesti najsnažnije je obilježila činjenica da je vojnom snagom bila zadobivena prostrana i vrijedna zemlja na kojoj su bile urušene dotadašnje društvene, upravne, gospodarske i vjerske strukture. Uvođenje novih, onih proisteklih iz Habsburške Monarhije, bio je dugotrajan i nestabilan proces koji se odvijao u prvoj polovici XVIII. stoljeća. Unatoč nastojanjima Hrvatskoga sabora i obećanjima cara Leopolda I. Habsburškoga danima uoči sabora u Požunu 1687. da će novooslobođeni krajevi pripasti pod upravu hrvatskoga bana, bečki su vlastodršci zadobivenu zemlju odmah proglasili »novom tečevinom«, negirajući time njezino povijesno i pravno naslijeđe. Kao takva, Slavonija je postala isključivo vlasništvo Dvora kojim je, sukladno tomu, upravljala najviša financijska institucija Monarhije, Dvorska komora. Zbog još vrlo intenzivnih ratnih okolnosti, isti je, ako ne i veći, utjecaj u Slavoniji zadržala i vojna vlast na čelu s moćnim vojnim zapovjednicima. Time je u Slavoniji bilo uvedeno dvovlašće, koje je rezultiralo mnogobrojnim nesuglasicama i sukobima, a prorijeđeno stanovništvo najčešće ga je osjećalo kao beskrupulozan grabež.

### Dekameralizacija
Velika financijsko opterećenja dvorske blagajne, koja su uzrokovali dugotrajni i skupi ratovi, dovela su istodobno s uspostavom komorske uprave do rasprodaje posjeda u njezinu vlasništvu. Taj proces, poznat kao dekameralizacija, započeo je 1697. kada je srijemsko vlastelinstvo prodano rimskom knezu Liviju Odescalchiju, nećaku pape Inocenta XI. Kroz nastavak rasprodaje zemlje na hrvatsku povijesnu pozornicu uspele su se mnoge poznate velikaške obitelji (Eltz, Prandau, Pejačević, Janković, Adamović), čiji su poneki nasljednici imali značajnu ulogu u političkom životu Hrvatske i Ugarske. Istodobno sa sukobima vlastele, komorskih službenika i vojnih zapovjednika oko ubiranja prihoda i stjecanja zemlje, trajale su i nesuglasice oko dijecezanskih granica biskupija. Isprepletenost Zagrebačke, Bosanske, Srijemske i Pečuške biskupije stvarno je bila dokinuta tek potkraj XVIII. stoljeća, kada je prostor Slavonije najvećim dijelom bio podijeljen između Zagrebačke i Đakovačke biskupije. Navedene su okolnosti, uz činjenicu da su se posljedice još dvaju ratova protiv Osmanskoga Carstva između 1714. i 1739. itekako odrazile na život stanovništva, prouzročile mnogobrojne bune, hajdučiju i potaknule burne migracijske procese u Slavoniji.

### Slavonska vojna krajina
Nužnost poboljšanja životnih uvjeta uviđao je i Dvor pa je Karlo VI. (III.) 1737. donio patent (Karlov urbar) kojim je učinjen velik korak u reguliranju odnosa između vlastele i seljaka. Uređenju složenih odnosa pridonio je i dovršetak uređenja Vojne krajine u posavskom i podunavskom dijelu Slavonije. Njezino je oblikovanje započelo već 1702., no konačan je izgled dobila tek nakon Beogradskoga mira 1739. kada se pružila Savom sve do ušća u Dunav, gdje se spojila sa srijemskim, podunavskim dijelom Krajine koji se protezao od Petrovaradina. Ustrojena kroz tri pukovnije (Gradišku, Brodsku i Petrovaradinsku), slavonska je Vojna krajina predstavljala zasebno upravno, ali i društveno tijelo koje nije dijelilo izrazito tešku sudbinu obližnje civilne Slavonije, tako da je krajiško područje postalo poželjno odredište za naseljavanje stanovništva. Nedugo nakon konačnog oblikovanja Krajine slijedilo je i uređenje triju slavonskih županija.

### Nove županije
U sklopu opsežnih reformi Marije Terezije, 1745. napokon su ustanovljene Požeška, Virovitička i Srijemska županija. One su pokrivale teritorij savsko-dravskoga međurječja, osim jugoistočnog krajiškoga područja, sa zapadnom granicom naslonjenom na teritorij Križevačke i Đurđevačke pukovnije, postavljenom kod Virovitice, pa rijekom Ilovom prema Pakracu, čime je bio zaokružen prostor koji se i danas naziva Slavonijom. Premda su tri nove županije bile podređene vlasti hrvatskoga bana i time pridružene Hrvatskoj, njihova je veza s Ugarskom ipak bila izraženija. Naime, slavonske su županije u pogledu financija bile podložne izravno Ugarskomu namjesničkom vijeću, te se u njima primjenjivao isti način oporezivanja kao i u ugarskim županijama, dok se u banskoj Hrvatskoj plaćala samo polovica toga poreza. Izrazito labavim vezama između Hrvatske i Slavonije pridonosilo je i to što se između njih prostirala Varaždinska krajina kao zaseban upravni teritorij, te to što su slavonska vlastela pripadala najvišim slojevima aristokracije, za razliku od nižega plemstva koje je prevladavalo u Hrvatskoj. Sve je to rezultiralo time da su od 1751. slavonske županije bile izravno zastupane u Ugarskom saboru, dok su hrvatske županije bile zastupane kolektivno, preko dvaju izaslanika. Razdvojenost Slavonije od banske Hrvatske nije bila umanjena niti za kratkotrajnih reformi Josipa II., koji je 1785. ukinuo županijsku samoupravu i ustanovio okruge.

### Naginjanje ka Ugarskoj
U doba hrvatskoga narodnog preporoda i oblikovanja nacionalnog programa, ta je podvojenost dobila i političku dimenziju. Slavonska je politička elita najvećim dijelom zastupala bliže veze s Ugarskom, dok se iz Hrvatske polako sve više širila svijest o jedinstvenosti hrvatskog i slavonskoga političkog tijela. U revolucionarnim godinama (1848. i 1849) politička su se razmimoilaženja još više produbila, što je iziskivalo čak i vojnu intervenciju pod vodstvom bana Josipa Jelačića. No unatoč izrazitom utjecaju madžarske državotvorne misli u Slavoniji i usprkos njezinim zagovornicima iz Unionističke stranke, politička se realnost, proistekla iz povijesne tradicije i narodnih nastojanja, nije mogla zaobići. Slavonija je s Hrvatskom predstavljala jedno političko tijelo, potpuna integracija kojega je bila neminovna.

### Ujedinjena Slavonija
U administrativnom pogledu burno XIX. stoljeće donijelo je niz novih prekrajanja slavonskih granica u upravnom smislu. Najprije je nakon 1848., u znak slamanja madžarskog otpora, bila ustrojena Vojvodina kojoj su kratkotrajno bili pripojeni, od Srijemske županije otrgnuti, kotari Ilok i Ruma. Nedugo nakon toga, sredinom XIX. stoljeća, za Bachova apsolutizma, županije su ponovno bile zamijenjene okruzima, koji nisu cjelovito obuhvaćali jedinstveni slavonski prostor. Najznačajnija promjena dogodila se 1881. kada je napokon bila dokinuta Vojna krajina, te su ukinute i posljednje zaprjeke integraciji cijeloga prostora Slavonije u jedinstvenu političku i društvenu cjelinu. U takvim je okolnostima Slavonija dočekala nova politička strujanja, širenje ideje o stvaranju južnoslavenske države i 
početak kraja Austro-Ugarske Monarhije.

## Stanovništvo
Prema podacima iz 1802. godine, u Kraljevini Slavoniji živjelo je 148.000 (51,6 %) katolika, 135.000 (47,2 %) pravoslavaca i 3500 (1,2 %) protestanata.
Prema drugim procjenama, 1787. u Kraljevini Slavoniji je bilo 265.670 stanovnika, a kroz godine 1804./1805. bilo je 286.349 stanovnika, no kleri i plemići nisu uračunati u statistiku. Samo su muškarci bili brojani u ovome popisu. Bilo je: 74.671 rimokatolika, 68.390 pravoslavaca, 1.744 kalvinista, 97 luterana i 160 Židova. Broj pravoslavaca bio je mnogo veći u Srijemu, 32.090 pravoslavaca i 12.633 rimokatolika. U drugim regijama Slavonije, Požegi i Virovitici te u gradu Požegi broj katolika bio je puno veći u odnosu na broj pravoslavaca. U to vrijeme doseljavanje iz ostalih krajeva Monarhije u Slavoniju je tek počelo, pa su rimokatolici uglavnom bili samo Hrvati. Broj katolika u Slavoniji bio je veći od broja pravoslavaca, dok je u istočnom Srijemu bilo obratno.
Godine 1857. Kraljevina Slavonija bila je pretežito agrarna zemlja. 72,3 % zaposlenih u Osječkoj županiji bavilo se poljoprivredom, dok je taj postotak u Požeškoj bio 82,9 %. Prema službenom popisu, vjerski sastav po županijama bio je sljedeći (dio Srijema tada je bio u sastavu Srpskog vojvodstva i Tamiškog banata):
Požeška županija
- 63.341 rimokatolici
- 41.172 pravoslavci
- 837 židovi
- 629 grkokatolici
- 85 kalvinisti
- 44 luterani

Osječka županija
- 101.559 rimokatolici
- 35.806 pravoslavci
- 4257 kalvinisti
- 1784 židovi
- 629 grkokatolici
- 69 luterani

## Vanjske poveznice
- Ante Vranković: Ivan Komersteiner - Ikonograf čudesno obnovljenog Hrvatskog Kraljevstva, Hrvatsko slovo, br. 1099, 13. 5. 2016., str. 28 i br. 1100, 20. 5. 2016., str. 28-29